# Gheorghe Pavel
Gheorghe Pavel (n. 4 august 1947) este un deputat român în legislatura 1990-1992, ales în județul Vâlcea pe listele partidului FSN. În cadrul activității sale parlamentare în legislatura 1990-1992, Gheorghe Pavel a fost membru în grupurile parlamentare de prietenie cu Regatul Spaniei, Republica Venezuela, Republica Coreea, Australia și Japonia. Gheorghe Pavel a demisionat pe data de 14 aprilie 1992 și a fost înlocuit de către deputatul Petru Goga. Gheorghe Pavel a fost ales ca deputat în legislatura 2000-2004 pe listele PDSR dar a demisionat și a fost înlocuit de deputatul Ion Mocioalcă. În legislatura 2008-2012, Gheorghe Pavel a fost ales ca senator pe listele PDSR și a fost membru în grupurile parlamentare de prietenie cu Franța și Regatul Spaniei. 